# Era Istrefi
Era Istrefi (* 4. července 1994 Priština) je kosovsko-albánská zpěvačka. Albánské občanství získala v roce 2016. V roce 2018 nazpívala oficiální píseň Live It Up pro mistrovství světa ve fotbale v Rusku, spolu s Nicky Jamem a Willem Smithem. Její píseň BonBon se v roce 2016 stala písní roku v albánské hudební ceně Top Music Awards, ve stejném ročníku byla vyhlášena i zpěvačkou roku. Stejná píseň jí zajistila i průnik na mezinárodní scénu, díky úspěchu na YouTube. V roce 2017 získala cenu Evropské komise European Border Breakers Award. Její klip k písni E Dehun, v němž polonahá tančí před Chrámem Krista Spasitele v Prištině, vyvolal v roce 2014 nevoli Srbské pravoslavné církve a obvinění z rouhání a "démonických aktivit".